# Деперсонализация
Деперсонализа́ция (от лат. dē- — приставка, выражающая лишение или отсутствие + лат. persōna — «личность») — психопатологический симптом, характеризующийся расстройством самовосприятия личности и отчуждением её психических свойств. Утрата чувства собственного «Я» и ощущение пустоты при деперсонализации называется ценестези́ей (от др.-греч. κενός — «пустой» + αἴσθησῐς — «чувство, ощущение»). При деперсонализации собственные действия воспринимаются как бы со стороны и сопровождаются ощущением невозможности управлять ими, это часто сопровождается явлениями дереализации. Деперсонализация является симптомом многих психических расстройств — депрессии, биполярного расстройства, панического расстройства, шизофрении, шизотипического расстройства и других. В тех редких случаях, когда явления деперсонализации не связаны с другими заболеваниями и продолжаются длительное время, они классифицируются как синдром деперсонализации — дереализации (МКБ-10, F48.1) или расстройство деперсонализации/дереализации (DSM-5, 300.6/F48.1). У многих людей транзиторная деперсонализация случается в связи с избытком чувств, новой информации — в таких случаях она проходит обычно через минуту.

## История
Самые первые опубликованные описания синдрома деперсонализации были даны французским психиатром J. Esquirol в 1838 году, а также J. Moreau de Tours в 1840 году, которые обратили внимание на симптоматику отчуждения ощущений собственного тела. Первой монографией, почти целиком посвящённой синдрому деперсонализации, стала работа R. Krishaber, основанная на описании 38 клинических наблюдений. В 1898 году, французским филологом и философом L. Dugas, для обозначения отделения (диссоциации) или потери своего «Я», был предложен термин «деперсонализация». Позже L. Dugas (а также F. Moutier) опубликовал монографию «Деперсонализация», обобщившую опыт изучения деперсонализации за все предшествующие годы. В отечественной литературе итоги исследований синдрома деперсонализации подводятся в работах А. А. Меграбяна, А. Б. Смулевича и В. Ю. Воробьёва, Ю. Л. Нуллера.

## Симптоматика
Деперсонализационный симптомокомплекс может включать в себя следующие ощущения больного:
- Ощущение частичного или полного исчезновения (стирания) черт своей личности
- Исчезновение так называемых «тонких эмоций»; при этом способность выражать эмоции не утрачивается
- Приглушение или полное исчезновение чувств (эмоционального отношения) к близким
- Окружающая обстановка кажется «плоской», «мёртвой», или воспринимается притуплённо, как бы через стекло
- Притуплённое цветовосприятие, окружающий мир «серый», «бесцветный»
- Отсутствие или притупление эмоционального восприятия природы
- Отсутствие или притупление восприятия произведений искусства, музыки
- Ощущение отсутствия мыслей в голове
- Ощущение отсутствия или снижения памяти (при объективной её сохранности)
- Постоянное жамевю
- Притупление простых чувств, таких как чувства обиды, злобы, сострадания, радости
- Отсутствие самого понятия «настроение» (настроения как бы не существует). Появление плохого настроения говорит об улучшении состояния
- Ощущение своего тела как автомата, свои действия кажутся автоматическими (при объективном понимании того, что это только кажется)
- Потеря чувств вызывает мучительную душевную боль
- Ощущение замедленного течения или полной остановки времени
- Затруднение образного представления, образного мышления
- Притупление или отсутствие болевой, тактильной, температурной, вкусовой, проприоцептивной чувствительности, ощущения веса, чувств сна, голода и насыщения (так называемая соматопсихическая деперсонализация).

## Виды деперсонализации
Традиционно деперсонализацию подразделяют на аутопсихическую (нарушение восприятия своего «Я» (собственной личности)), аллопсихическую, или дереализацию (нарушение восприятия внешнего мира), и соматопсихическую (нарушение восприятия своего тела и его функций).

## Патогенез
Практически всегда (за исключением некоторых видов шизофрении) деперсонализация является защитным механизмом психики при возникновении сильного эмоционального потрясения, в том числе и начала тяжёлых психических заболеваний. В экстренных для психики ситуациях деперсонализация позволяет трезво оценить обстановку, без препятствующих анализу эмоций. В таком случае деперсонализация является нормальной реакцией организма на острый стресс. Патологической же считают длительное, непрекращающееся, мучительное течение деперсонализации.

### Сопутствующие биохимические и неврологические нарушения
Расстройству также часто сопутствует «оксидативный стресс», модификация белков рецепторов, нарушения работы гипофизарно-надпочечниковой оси (нарушения продукции кортизола, АКТГ). Исследования больных, при помощи функциональной магнитно-резонансной томографии (фМРТ), показывают изменение активности в различных частях мозга, по сравнению со здоровыми людьми.

### Механизм возникновения пристрессе
Есть мнение, что механизм возникновения расстройства связан с ответной реакцией мозга на стресс: происходит обильное вырабатывание эндорфинов с высоким сродством к μ-опиоидным рецепторам (эти рецепторы также связаны с возникновением диссоциации при употреблении опиатов). Сильная активация этих рецепторов приводит к нарушению механизмов обратной связи (отрицательная меняется на положительную), необходимой для поддержания нейрохимического гомеостаза. Эти нарушения приводят к каскадному изменению в других рецепторных системах. В результате, по мнению учёных, блокируется центр удовольствия (возникает ангедония), и лимбическая система, которая отвечает за эмоции, не может адекватно реагировать на её хаотическую стимуляцию и отключается (также посредством механизмов обратной связи). Это приводит к возникновению деперсонализационно-дереализационной, а также депрессивной симптоматики.

### Индуцирование деперсонализации
Состояние деперсонализации может быть искусственно вызвано применением диссоциативных наркотических средств — блокаторов NMDA рецепторов, таких как кетамин, декстрометорфан или фенциклидин, а также употреблением марихуаны. В этом случае деперсонализация обычно проходит после дезинтоксикации организма, однако есть вероятность индуцирования полноценного расстройства. В США вопросами лечения синдрома деперсонализации-дереализации занимается институт NODID (англ. The National Organization for Drug-Induced Disorders).

## Дифференциальная диагностика
Надёжным методом разграничения деперсонализации, депрессии и тревоги является диазепамовый тест, разработанный профессором Ю. Л. Нуллером. Он заключается в струйном внутривенном введении раствора диазепама. Обычная доза составляет 30 мг препарата, пожилым и ослабленным больным иногда вводят 20 мг, при массивной деперсонализации дозу можно увеличить до 40 мг. Выделяют три типа реакций на введение диазепама:
- депрессивный: депрессивная симптоматика существенно не меняется, больной быстро засыпает или наступает выраженная сонливость;
- тревожный: быстро, часто «на игле», исчезает вся аффективная симптоматика (тревога, депрессия). Иногда наступает лёгкая эйфория;
- деперсонализационный (отставленный): в отличие от других вариантов, положительная реакция на тест наступает через 20—30 минут и выражается в исчезновении или частичной редукции деперсонализации: «всё стало ярче, яснее», «появились какие-то чувства».

Ю.Л. Нуллер отмечал, что у пациентов с деперсонализацией нередко ошибочно диагностируется шизофрения или шизотипическое расстройство. К этому может приводить наблюдающаяся во многих случаях при деперсонализации вычурность и необычность деперсонализационных ощущений в сочетании с эмоциональной холодностью, отчуждением от близких родственников, стремлением донести до врача необычные переживания и ощущения и неспособностью подобрать подходящие слова в своём словарном запасе (что может быть ошибочно истолковано как резонёрство и вычурность речи).

## Особенности течения заболевания
Характер и длительность протекания деперсонализационного расстройства зависит, в первую очередь, от причины возникновения, а также от генетической предрасположенности.

### Длительность расстройства
Длительность состояния деперсонализации может составлять от нескольких минут до нескольких лет. Интересно, что почти всегда, особенно на начальных стадиях, весь деперсонализационно-дереализационный симптомокомплекс может спонтанно и внезапно на время исчезнуть. Этот так называемый «выход», или «светлое пятно», продолжается несколько часов и заканчивается возвращением симптоматики.

### Деперсонализация как негативная симптоматика
Если синдром деперсонализации — дереализации возникает в рамках депрессивного либо шизотипического расстройств, то этот психопатологический синдром относят к негативной (дефицитарной) симптоматике. В то время как позитивная (продуктивная) симптоматика (например, при депрессии это тоска, тревога или астения, а при шизотипическом расстройстве или шизофрении — галлюцинации, бред) является предиктором терапевтического успеха при традиционном лечении этих заболеваний, при негативной симптоматике заболевание проявляет резистентность (сопротивляемость) к обычному лечению. В таких случаях для лечения применяют так называемые «антинегативные препараты» или препараты с антинегативным компонентом действия. Наиболее эффективными антинегативными нейролептиками являются амисульприд («солиан») и кветиапин («сероквель»). Из антидепрессантов это, например, высокоселективный селективный ингибитор обратного захвата серотонина (СИОЗС) эсциталопрам («ципралекс») и некоторые другие.

### Деперсонализация как побочный эффект
Применение некоторых психотропных лекарственных препаратов может вызывать деперсонализацию как побочный эффект. Так, ятрогенная деперсонализация может возникнуть вследствие неправильного диагностирования и неверного лечения тревожных и депрессивных расстройств, первоначально протекавших без деперсонализации (если ошибочно назначаются нейролептики, которые вызывают притупление эмоций за счёт снижения дофаминергического обмена и способны вызвать тревогу и акатизию, на фоне которых может возникнуть деперсонализация, или антидепрессанты группы СИОЗС, также способные сглаживать эмоции и вызвать акатизию за счёт косвенного снижения дофаминергической нейропередачи).
Деперсонализация также возможна при недостаточно активном противотревожном лечении пациентов с изначально высоким уровнем тревоги, при неверной оценке тяжести депрессии и неназначении мощных антидепрессантов, при обострении тревоги или депрессии в начале терапии антидепрессантами и развитии деперсонализации на фоне этого обострения.

### Скорость ремиссии
При адекватном лечении заболевания, в том числе большими дозами препаратов, ремиссия может происходить в течение нескольких месяцев. Но довольно часто заболевание исчезает внезапно (в течение нескольких минут). Сопутствующая резистентность исчезает так же быстро. По методике лечения, разработанной профессором Ю. В. Нуллером, необходим тщательный контроль над состоянием пациента, так как при внезапном исчезновении резистентности очередная порция принимаемых пациентом терапевтических доз препаратов (соответствующих уровню резистентности) может вызвать тяжёлое отравление.

## Практикуемые методы лечения
Обычно производится лечение основного расстройства, в рамках которого возникла деперсонализация (см. выше). Однако в случае отсутствия других симптомов психического заболевания деперсонализация может являться самостоятельным психиатрическим расстройством.
Обнаружена коморбидность (взаимосвязанность) деперсонализации и тревоги. Таким образом при лечении деперсонализации назначают большие дозы транквилизаторов, а также антидепрессанты и нейролептики с сильным анксиолитическим (противотревожным) компонентом действия. После снятия тревоги уходит и резистентность, а антидепрессивный или антипсихотический эффект удерживают от её возникновения и действуют уже непосредственно на причину расстройства. В то же время есть данные, что нейролептики могут усиливать симптомы деперсонализации.
Также было обнаружено, что при деперсонализации возникает расстройство опиоидной системы мозга. Исследованиями Ю. Л. Нуллера была обнаружена эффективность лечения антагонистами опиоидных рецепторов, такими как налоксон и налтрексон.
Исследование D. Simeon показало эффективность сочетания антидепрессантов — ингибиторов обратного захвата серотонина (СИОЗС), совместно с антиконвульсантом ламотриджином. Данный метод стал основным методом лечения деперсонализации в США и Канаде.
В некоторых редких случаях оказывается эффективным введение дезоксикортикостерона (Декортена). Такой метод лечения был образован в результате обнаружения нарушения функционирования надпочечников, известным психиатром В. Франклом, при этом заболевании.
Применение электросудорожной терапии при данном заболевании неоднозначно.
В случае резистентности к вышеперечисленным методам может использоваться разработанная профессором С. Н. Мосоловом тактика «быстрой тимоаналепсии». Кломипрамин («анафранил») вводят внутривенно капельно, начиная с 25—50 мг/сут., с постепенным увеличением дозы до максимальной — 150 мг/сут. Кроме того, для усиления эффекта можно добавить 25—75 мг мапротилина («лудиомила»). Через 15—20 дней, при отсутствии эффекта, рекомендуется провести одномоментную отмену терапии, на фоне которой у части больных удаётся достичь уменьшения выраженности анестетических расстройств. При таком внезапном обрыве возникает так называемый «нейромедиаторный хаос», который запускает внутренние механизмы возвращения гомеостаза (ауторегуляция), которые заодно снимают и деперсонализационную симптоматику. Примерно таким же механизмом действия обладает атропинокоматозная терапия . Существует некоторое количество менее известных методов со сходным принципом действия, но не получивших распространения из-за сильных побочных эффектов.

## Исход деперсонализации
После снятия состояния деперсонализации возвращаются причины, по которым она началась:
- В тех случаях, когда деперсонализация возникла вследствие интенсивного психогенного стресса (острых и тяжёлых психотравмирующих ситуаций), после её редукции больные возвращались в то состояние, которое характеризовало их до заболевания. У некоторых несколько усиливались присущие им тревожность, впечатлительность, ранимость.
- У больных шизофренией после исчезновения длительно протекавшей деперсонализации (многие месяцы) начинали отчётливо проявляться и нарастать признаки эмоционально-волевого дефекта, нарушения мышления в виде резонёрства, иногда появлялись идеи отношения.
- У части больных параноидной шизофренией с относительно непродолжительной деперсонализацией после её исчезновения не наблюдалось психотической симптоматики, однако через 1,5−2 месяца возникли острые параноидные приступы.
- У больных с острым шизоаффективным расстройством деперсонализация возникала на высоте аффективно-бредового или онейроидного приступов. Попытка купировать деперсонализацию бензодиазепинами или налоксоном приводила к возобновлению аффективно-бредовой или онейроидной симптоматики. Клозапин (азалептин, лепонекс) не только приводил к исчезновению деперсонализации, но и купировал острую психотическую симптоматику, поэтому он является наиболее эффективным препаратом для лечения этих состояний.
- У больных рекуррентным депрессивным расстройством с психической анестезией после исчезновения деперсонализации либо наступала интермиссия, либо неглубокая депрессия, которая легко поддавалась терапии антидепрессантами, хотя до редукции деперсонализации эти больные были резистентны к терапевтическому действию различных антидепрессантов.
- У больных биполярным расстройством I типа после редукции деперсонализации часто наступало лёгкое или умеренное маниакальное состояние, либо интермиссия, или же неглубокая депрессия.
- У больных с органическими психическими расстройствами после исчезновения деперсонализации возобновлялись вегетососудистые пароксизмы, ипохондрические жалобы, эмоциональная неустойчивость.